# Lilian Adera
Lilian Odaa Adera, née le  7 mai 1994, est une footballeuse kényane évoluant au poste de défenseur. Elle joue pour l'équipe nationale féminine du Kenya.

## Carrière

### En club
Adera commence sa carrière en club à l'Université méthodiste du Kenya (en), ce qui lui permet d'entamer avec division 1 féminine de la Fédération kényane de football (FKF). Elle rejoint le club Vihiga Queens où elle est capitaine de l'équipe lors des trois titres consécutifs de la Premier League féminine kenyane de 2017 à 2019. Par la suite, Adera intègre le club KISPED Queens dans lequel elle devient entraîneuse.

### En sélection
Adera est appelée en équipe nationale kényane lors des qualifications à la Coupe d'Afrique des Nations féminine 2018 notamment pour le match opoosant son pays à l'Ouganda,.